# Mordot Neve Ša'anan
Mordot Neve Ša'anan (hebrejsky: מורדות נוה שאנן, doslova Svahy Neve Ša'ananu) je část města Haifa v Izraeli. Tvoří podčást 7. městské čtvrti Neve Ša'anan-Jizre'elija.
Jde o územní jednotku vytvořenou pro administrativní, demografické a statistické účely. Zahrnuje severovýchodní část čtvrti Neve Ša'anan-Jizre'elija, ležící svazích pohoří Karmel. Nacházejí se tu obytné okrsky Tel Amal, Neve Paz a Neve Josef.
Populace je židovská, s arabskou menšinou. Rozkládá se na ploše 1,49 kilometru čtverečního. V roce 2008 zde žilo 14 910 lidí, z toho 10 960 židů, 2 050 muslimů a 100 arabských křesťanů.